# Giulio Paradisi
Giulio Paradisi (* 21. März 1934 in Rom) ist ein italienischer Filmregisseur, Schauspieler und Drehbuchautor.

## Leben
Paradisi legte das Diplom für Schauspiel am Centro Sperimentale di Cinematografia 1955 ab und spielte von 1954 bis 1960 regelmäßig in Nebenrollen für Alessandro Blasetti, Francesco Maselli und andere. Dann wandte er sich einer Karriere als Regieassistent zu, die er 1959 begonnen hatte und während der er bis 1967 u. a. mit Alfredo Giannetti, Federico Fellini und Luigi Comencini zusammenarbeitete. Etwas unentschlossen pendelte er in den Jahren bis 1976 zwischen Engagements als Darsteller in Werken von Giannetti und Ermanno Olmi, seinem eigenen Film Terzo Carnale – Avventura a Montecarlo, den er schrieb, inszenierte und schnitt (und der keinen bleibenden Eindruck in der damaligen Filmflut hinterließ) sowie zahlreichen Werbefilmen.
Mit Ragazzo di borgata gelang Paradisi ein Qualitätssprung, den er mit dem Horrorfilm Stridulum 1979 und der Komödie Spaghetti House einlösen konnte.

## Filmografie (Auswahl)
- 1960: Das süße Leben (La dolce vita) (Schauspieler)
- 1970: Terzo Carnale – Avventura a Montecarlo (Regie, Drehbuch, Schnitt)
- 1976: Ragazzo di borgata (Regie, Drehbuch, Schnitt)
- 1979: Die Außerirdischen (Stridulum) (Regie, Drehbuch)
- 1980: Tesoromio (Regie)
- 1984: Spaghetti-House (Spaghetti House) (Regie)
- 1993: Sarahsara (Sarahsara) (Drehbuch)